# Douglas M. Costle

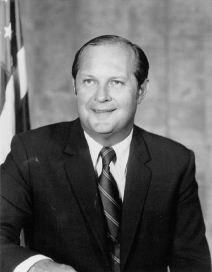
Douglas M. Costle als Administrator der Environmental Protection Agency

Douglas Michael Costle (* 27. Juli 1939 in Long Beach, Kalifornien; † 13. Januar 2019 in McLean, Virginia) war ein US-amerikanischer Politiker. Er war einer der Mitbegründer der Environmental Protection Agency und von 1977 bis 1981 unter Präsident Jimmy Carter deren Administrator.

## Leben
Douglas Michael Costle wuchs im Pazifischen Nordwesten der Vereinigten Staaten auf. Bereits früh entwickelte er ein Interesse für den Umweltschutz. 1961 machte Costle seinen Bachelor of Arts an der Harvard University, gefolgt vom Juris Doctor an der University of Chicago im Jahr 1964. Er gehörte anschließend der United States Army Reserve im Militärnachrichtendienst an.
Im Sommer 1963 arbeitete Costle zeitweise für das Justizministerium der Vereinigten Staaten und das Federal Bureau of Investigation. In den Jahren 1964 und 1965 war er als Anwalt für die United States Department of Justice Civil Rights Division tätig. Dieselbe Position hatte er anschließend von 1965 bis 1967 im Justizdepartement des Handelsministeriums der Vereinigten Staaten inne. Anschließend arbeitete Costle für eine private Anwaltskanzlei sowie ein Architekturbüro in San Francisco.
1970 hatte Douglas Costle den Posten des Senior Staff Associate für Umwelt und Natürliche Ressourcen des President’s Advisory Council unter Präsident Richard Nixon inne. Im selben Jahr gehörte er zu den Mitbegründern der Environmental Protection Agency zum Umweltschutz und dem Schutz der menschlichen Gesundheit.
1971 arbeitete Costle im Woodrow Wilson International Center for Scholars. Von 1972 bis 1975 war er zuerst stellvertretender Kommissar und anschließend Kommissar des Connecticut Department of Energy and Environmental Protection, wo er sich erneut für den Umweltschutz einsetzte. Im selben Jahr begann Costle eine Tätigkeit als stellvertretender Direktor für Natürliche Ressourcen und Handel im Congressional Budget Office.
1977 wurde Douglas Costle von Jimmy Carter ins Amt des Administrators der Environmental Protection Agency berufen, die er sieben Jahre zuvor mitbegründet hatte. Er hielt das Amt bis zum Ende von Carters Präsidentschaft im Jahr 1981 inne. Während seiner Tätigkeit nahm er unter anderem als Repräsentant Carters an Sitzungen der NATO teil. Nach dem Ende seiner Tätigkeit für die Environmental Protection Agency zog sich Costle größtenteils von der Politik zurück.
Von 1987 bis 1991 war Costle als Dekan an der Vermont Law School tätig. Gemeinsam mit Vermonts damaliger Gouverneurin Madeleine M. Kunin gründete er 1991 die Non-Profit-Organisation Institute for Sustainable Communities, die sich für die Verringerung der Umweltverschmutzung einsetzt. 1994 versuchte Costle ein politisches Comeback als Kandidat für den US-Senat der Demokratischen Partei Vermonts, scheiterte jedoch in der Vorwahl an Jan Backus, die ihrerseits die Hauptwahl gegen Jim Jeffords verlor.
Douglas Costle war verheiratet und Vater zweier Kinder. Er starb am 13. Januar 2019 im Alter von 79 Jahren in seinem Haus in McLean an den Folgen eines Schlaganfalls.